# ورمیلیو
ورمیلیو (به ایتالیایی: Vermiglio) یک کومونه در ایتالیا است که در ترنتینو واقع شده‌است.

## خصوصیات
ورمیلیو ۱۰۳٫۷ کیلومترمربع مساحت و ۱٬۸۸۴ نفر جمعیت دارد و ۱٬۲۶۱ متر بالاتر از سطح دریا واقع شده‌است.